# Grisebachianthus lantanifolius
Grisebachianthus lantanifolius là một loài thực vật có hoa trong họ Cúc. Loài này được (Griseb.) R.M.King & H.Rob. mô tả khoa học đầu tiên năm 1975.